# San Juan Bautista de bronce (Donatello)
El San Juan Bautista de bronce es una escultura realizada por el florentino Donatello en un período comprendido entre 1455 y 1457. Mide 181 cm de altura y se conserva en la capilla dedicada al santo de la catedral de Siena. 

## Historia
La creación de la estatua debe datarse en 1455, año en el que el artista residía en Florencia, su ciudad natal. Los críticos, dadas las escasas fuentes, son propensos a considerar el bronce como un encargo que no llegó a buen fin. Una vez se trasladó Donatello a Siena, dos años más tarde en 1457, para la ejecución de las puertas de bronce de la catedral, se llevó la escultura para terminarla. La figura se fundió en tres partes y le faltaba el antebrazo izquierdo: parece que la falta era debida por la insatisfacción del artista al no haber recibido el último pago o por lo menos juzgado insuficiente. 
Donatello volvió a Florencia en 1461. El brazo se fundió en 1474 por un orfebre, no se conoce si con el diseño de Donatello o de un proyecto arbitrario.

## Descripción
San Juan Bautista, se muestra como en la iconografía clásica, está de pie, vestido con una piel, tal como vivía en el desierto, en una mano porta la cruz y un pergamino donde generalmente existe la inscripción Ecce Agnus Dei, la otra mano la tiene elevada en actitud de bendecir. La figura es esbelta, con la cara delgada, ojos hundidos, piel seca como un pergamino mostrando las venas y tendones en la parte inferior. Tiene la boca abierta y su mirada perdida, testigo de los profundos sufrimientos del santo, representado en el momento de la peregrinación y el ayuno en el desierto.
El trabajo está relacionado con la María Magdalena penitente, por el tratamiento seco y desencantado de la figura humana, en la que traspasó todos los dolores y dificultades de la vida ascética. La estatua tiene cierta relación con la de San Juan Bautista de madera que realizó en Venecia, en 1438 una fecha muy anterior.